# Präfektur Kōchi

Politische Karte der Ken/Präfektur
Shi/Kreisfreie Städte in rosa, Chō/Städte in gelb, Mura/Dörfer in türkis

Physische Karte der Präfektur

Kōchi (japanisch 高知県 Kōchi-ken, englisch Kōchi Prefecture ‚Präfektur Kōchi‘, deutsch unter anderem Arrondissement Kochi, Provinz Kochi, Region Kochi, Kochi, Kotschi) ist eine der Präfekturen Japans. Sie liegt in der Region Shikoku auf der Insel Shikoku und vorgelagerten Inseln. Sitz der Präfekturverwaltung ist die gleichnamige Stadt Kōchi (Kōchi-shi).

## Geschichte
Die heutige Präfektur Kōchi ist nahezu deckungsgleich mit der Ritsuryō-Provinz Tosa seit dem 8. Jahrhundert. Während der Sengoku-Zeit (1467–1568) kam die Provinz unter die Kontrolle verschiedener Kriegerfamilien, zu denen auch die Chōsokabe und die Yamanouchi gehörten. In der späten Edo-Zeit (1600–1868) waren Samurai des Fürstentums (han) Tosa, Sakamoto Ryōma, Nakaoka Shintarō u. a. aktiv bei der Wiederherstellung der kaiserlichen Macht in Japan. Das Fürstentum Tosa, zum Ende offiziell Kōchi genannt, umfasste praktisch die gesamte Provinz Tosa und wurde 1871 bei der Abschaffung von Fürstentümern und Einrichtung von Präfekturen zur Präfektur (ken) Kōchi, erster Gouverneur wurde der einheimische Adlige Hayashi Yūzō. Die gegenwärtigen Grenzen wurden 1880 festgelegt, als Myōdō/Tokushima (≈Provinz Awa) endgültig von Kōchi abgetrennt wurde.

## Wirtschaft
Aufgrund der Größe der Präfektur hat Kochi eines der geringsten BIPs Japans. Landwirtschaft steht im Mittelpunkt der Beschäftigung. Dabei gehören einige Stellen der Präfektur zu den wenigen Gebiete Japans, wo das Klima zwei Reisernten im Jahr ermöglicht. Forstwirtschaft und Fischerei sind auch bedeutend. Abgesehen von Holzarbeiten und Papierherstellung gibt es wenig Industrie.

## Sehenswürdigkeiten und Landmarken
Tourismus spielt an der Küste eine Rolle. Dazu gehören das Kap Ashimizurimisaki (足摺岬) als Hauptsehenswürdigkeit des Ashizuri-Uwakai-Nationalparks, das Kap Muroto an der Katsurahama-Küste (桂浜海岸) und die unberührte Bergwelt im Norden der Präfektur. Die Präfektur ist auch bekannt für die Züchtung von Kampfhunden. Der Fluss Shimanto gilt als der letzte freifließende Fluss Japans und ist eine der Hauptattraktionen der Präfektur Kōchi.

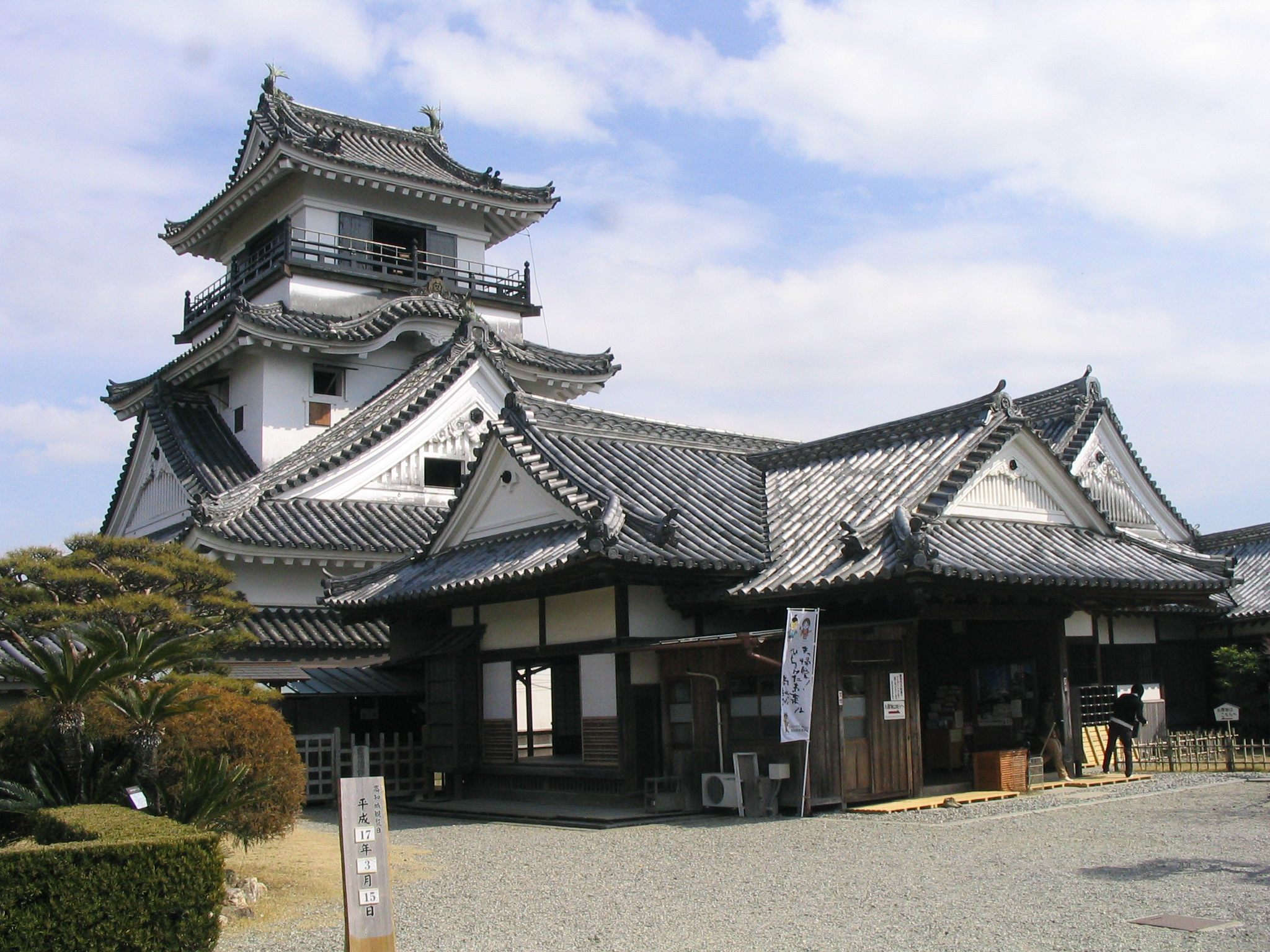
Burg Kōchi
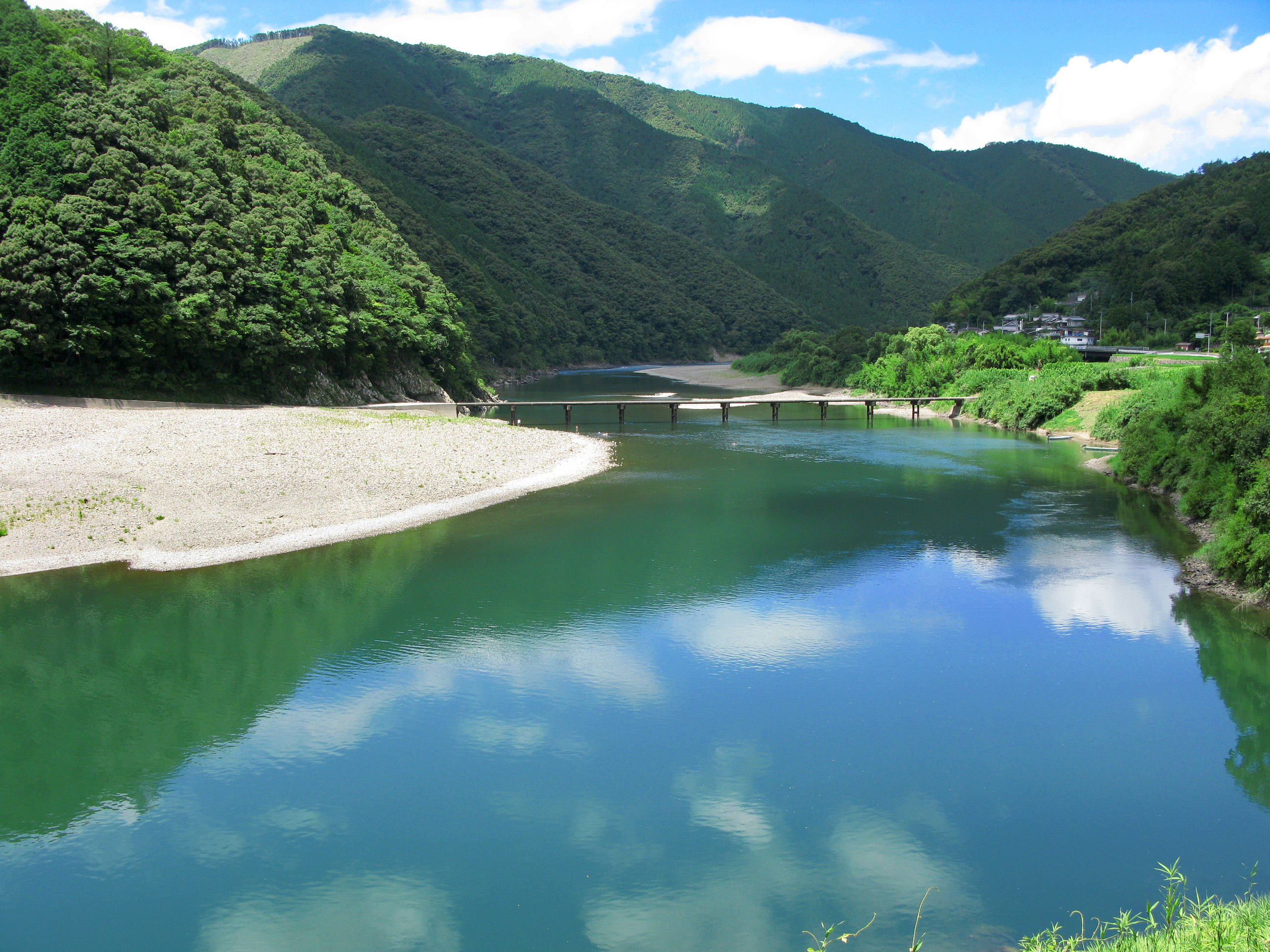
Shimanto
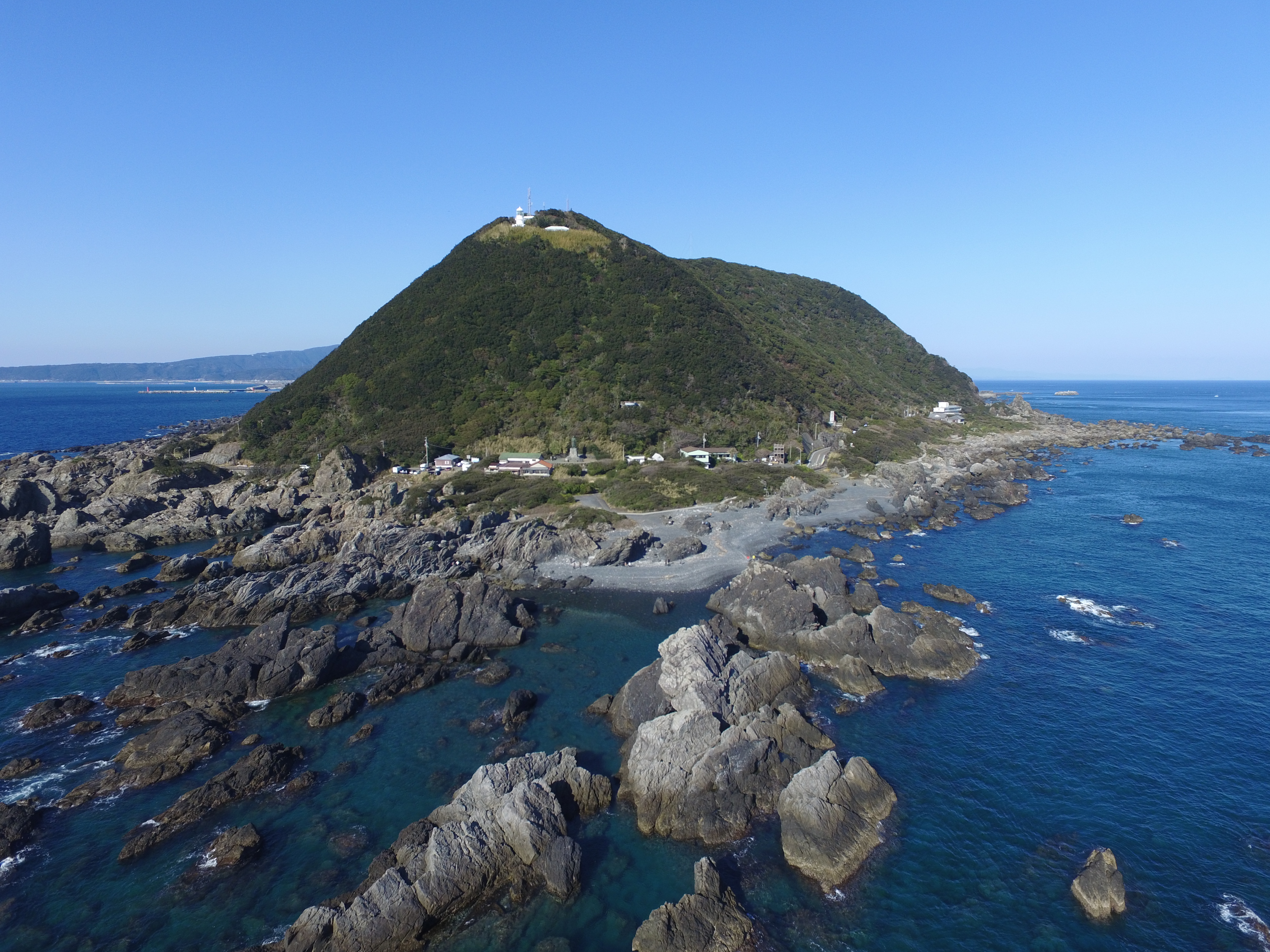
Kap Muroto
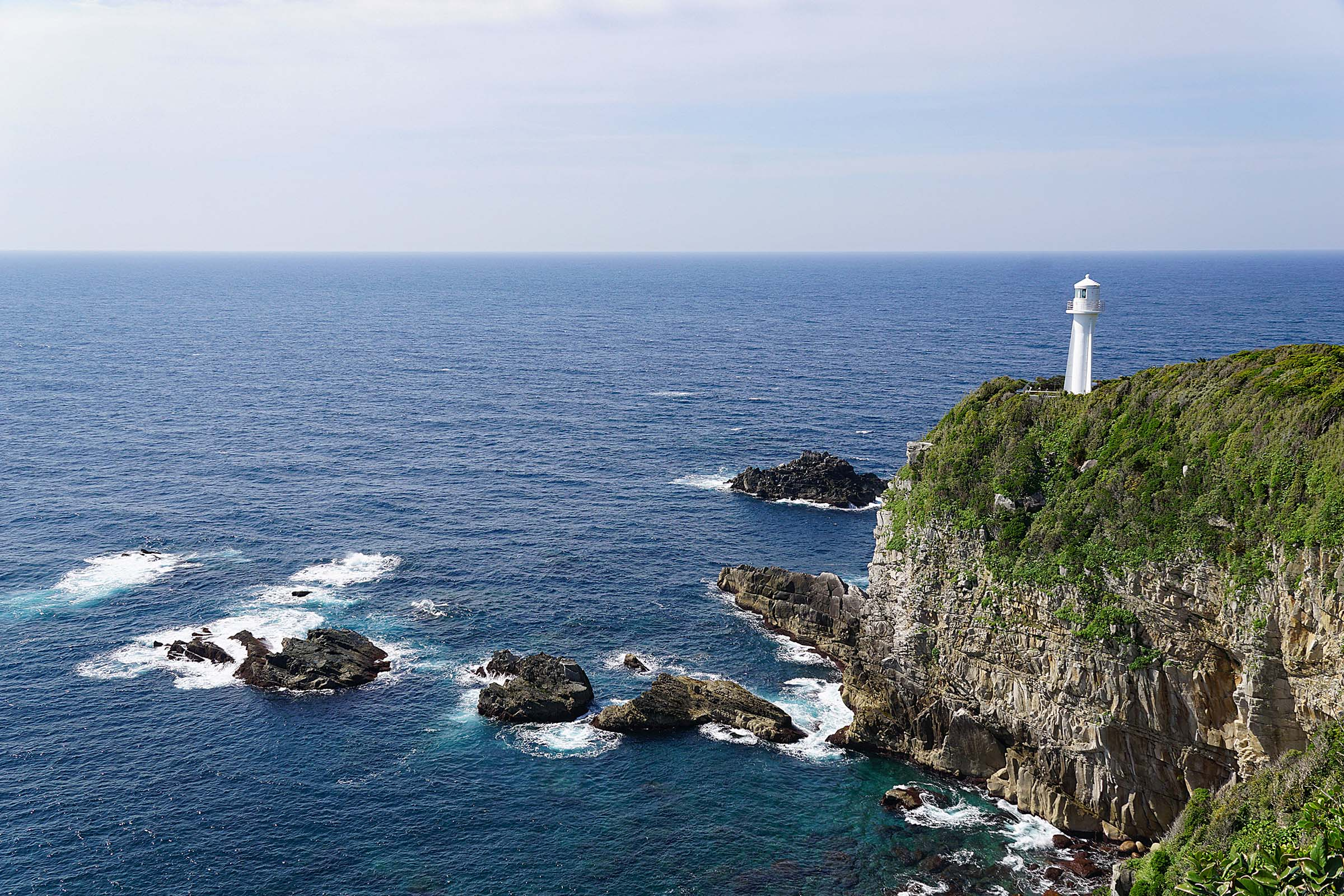
Kap Ashizuri

## Verwaltungsgliederung
Kōchi, die Präfektur (-ken), gliedert sich seit 2008 in elf kreisfreie Städte (-shi) sowie 17 (historisch kreisangehörige) Städte (-machi/-chō) und sechs Dörfer (-mura/-son) in sechs (als Verwaltungseinheit: ehemaligen) Landkreisen (-gun).
Nach der Einführung der heutigen Gemeindeformen bestanden 1889 197 Gemeinden, davon nur eine kreisfreie und zwei kreisangehörige Städte. Am 1. September 2003 bestanden noch 9 kreisfreie und 25 kreisangehörige Städte sowie 19 Dörfer und 7 Landkreise. Mit Gründung der Stadt Kami (Kami-shi) am 1. März 2006 wurde der Landkreis Kami (Kami-gun) aufgelöst.
| Code  | Name                                         | Name       | Kreis (-gun)                 | Fläche (in km²) | Bevölkerung  | Bevölkerung | Bevölkerungsdichte (Ew./km²) | Gründungsjahr in dieser Form                              | Heutiger Gebietsstand |
| Code  | lateinisch                                   | japanisch  | Kreis (-gun)                 | 1. Januar 2023  | 1. März 2021 | 01.10.2015  | Bevölkerungsdichte (Ew./km²) | Gründungsjahr in dieser Form                              | Heutiger Gebietsstand |
| ----- | -------------------------------------------- | ---------- | ---------------------------- | --------------- | ------------ | ----------- | ---------------------------- | --------------------------------------------------------- | --------------------- |
| 39201 | Kōchi-shi („Stadt Kōchi“)                    | 高知市     | –                            | 309,00          | 325.560      | 337.190     | 1091,23                      | 1889                                                      | 2008                  |
| 39202 | Muroto-shi                                   | 室戸市     | –                            | 248,22          | 11.543       | 13.524      | 54,49                        | 1959                                                      | 1959                  |
| 39203 | Aki-shi                                      | 安芸市     | –                            | 317,16          | 16.090       | 17.577      | 55,41                        | 1954                                                      | 1955                  |
| 39204 | Nankoku-shi                                  | 南国市     | –                            | 125,30          | 46.567       | 47.982      | 382,94                       | 1959                                                      | 1996                  |
| 39205 | Tosa-shi („kreisfreie Stadt Tosa“)           | 土佐市     | –                            | 91,50           | 25.665       | 27.038      | 295,50                       | 1959                                                      | 1959                  |
| 39206 | Susaki-shi                                   | 須崎市     | –                            | 135,20          | 20.424       | 22.606      | 166,91                       | 1954                                                      | 1954                  |
| 39208 | Sukumo-shi                                   | 宿毛市     | –                            | 286,17          | 19.124       | 20.907      | 73,05                        | 1954                                                      | 1954                  |
| 39209 | Tosa-Shimizu-shi („Stadt Shimizu [in] Tosa“) | 土佐清水市 | –                            | 266,01          | 11.925       | 13.778      | 51,73                        | 1954                                                      | 1954                  |
| 39210 | Shimanto-shi                                 | 四万十市   | –                            | 632,32          | 32.551       | 34.313      | 54,27                        | 2005                                                      | 2005                  |
| 39211 | Kōnan-shi                                    | 香南市     | –                            | 126,46          | 32.123       | 32.961      | 260,64                       | 2006                                                      | 2006                  |
| 39212 | Kami-shi                                     | 香美市     | –                            | 537,86          | 26.376       | 27.513      | 51,15                        | 2006                                                      | 2006                  |
| 39301 | Tōyō-chō                                     | 東洋町     | Aki                          | 74,02           | 2132         | 2584        | 34,89                        | 1959                                                      | 1959                  |
| 39302 | Nahari-chō                                   | 奈半利町   | Aki                          | 28,37           | 3034         | 3326        | 117,28                       | (als Nahari-mura) 1889 1916                               | 1889                  |
| 39303 | Tano-chō                                     | 田野町     | Aki                          | 6,53            | 2509         | 2733        | 418,53                       | (als Tano-mura) 1889 1920                                 | 1889                  |
| 39304 | Yasuda-chō                                   | 安田町     | Aki                          | 52,36           | 2384         | 2631        | 50,25                        | 1925                                                      | 1943                  |
| 39305 | Kitagawa-mura                                | 北川村     | Aki                          | 196,73          | 1138         | 1294        | 6,58                         | 1889                                                      | 1889                  |
| 39306 | Umaji-mura                                   | 馬路村     | Aki                          | 165,48          | 709          | 823         | 4,97                         | 1889                                                      | 1889                  |
| 39307 | Geisei-mura                                  | 芸西村     | Aki                          | 39,60           | 3628         | 3858        | 97,42                        | 1954                                                      | 1955                  |
| 39341 | Motoyama-chō                                 | 本山町     | Nagaoka                      | 134,22          | 3335         | 3573        | 26,62                        | 1910                                                      | 1961                  |
| 39344 | Ōtoyo-chō                                    | 大豊町     | Nagaoka                      | 315,06          | 3124         | 3962        | 12,58                        | (als Ōtoyo-mura) 1955 1972                                | 1955                  |
| 39363 | Tosa-chō („Stadt Tosa“)                      | 土佐町     | Tosa                         | 212,13          | 3690         | 3997        | 18,84                        | (als Tosa-mura) 1955 1970                                 | 1961                  |
| 39364 | Ōkawa-mura                                   | 大川村     | Tosa                         | 95,27           | 352          | 396         | 4,16                         | 1889                                                      | 1889                  |
| 39386 | Ino-chō                                      | いの町     | Agawa                        | 470,97          | 20.750       | 22.767      | 48,34                        | 2004                                                      | 2004                  |
| 39387 | Niyodogawa-chō                               | 仁淀川町   | Agawa                        | 333,00          | 4639         | 5551        | 16,67                        | 2005                                                      | 2005                  |
| 39401 | Naka-Tosa-chō („Stadt Inner-Tosa“)           | 中土佐町   | Takaoka                      | 193,21          | 5878         | 6840        | 35,40                        | 1957                                                      | 2006                  |
| 39402 | Sakawa-chō                                   | 佐川町     | Takaoka                      | 100,80          | 12.170       | 13.114      | 130,10                       | 1900                                                      | 1958                  |
| 39403 | Ochi-chō                                     | 越知町     | Takaoka                      | 111,95          | 5111         | 5795        | 51,76                        | 1900                                                      | 1958                  |
| 39405 | Yusuhara-chō                                 | 檮原町     | Takaoka                      | 236,45          | 3327         | 3608        | 15,26                        | (als Nishi-Tsuno-mura) 1889 (als Yusuhara-mura) 1912 1966 | 1889                  |
| 39410 | Hidaka-mura                                  | 日高村     | Takaoka                      | 44,85           | 4725         | 5030        | 112,15                       | 1954                                                      | 1955                  |
| 39411 | Tsuno-chō                                    | 津野町     | Takaoka                      | 197,85          | 5220         | 5794        | 29,29                        | 2005                                                      | 2005                  |
| 39412 | Shimanto-chō                                 | 四万十町   | Takaoka                      | 642,28          | 15.540       | 17.325      | 26,97                        | 2006                                                      | 2006                  |
| 39424 | Ōtsuki-chō                                   | 大月町     | Hata                         | 102,73          | 4325         | 5095        | 49,50                        | 1957                                                      | 1957                  |
| 39427 | Mihara-mura                                  | 三原村     | Hata                         | 85,37           | 1387         | 1574        | 18,44                        | 1889                                                      | 1889                  |
| 39428 | Kuroshio-chō                                 | 黒潮町     | Hata                         | 188,46          | 10.073       | 11.217      | 59,48                        | 2006                                                      | 2006                  |
| 39000 | Kōchi-ken („Präfektur Kōchi“)                | 高知県     | – (vormodern: Tosa=7 Kreise) | 7.102,91        | 687.128      | 728.276     | 102,52                       | 1871                                                      | 1880                  |

## Politik
- KPJ: 6
- Kenmin no kai (mit KDP): 4
- Jiyū no kaze („Wind der Freiheit“): 1
- Kōmeitō: 3
- Ittō risshi no kai (一燈立志の会): 4
- LDP: 19

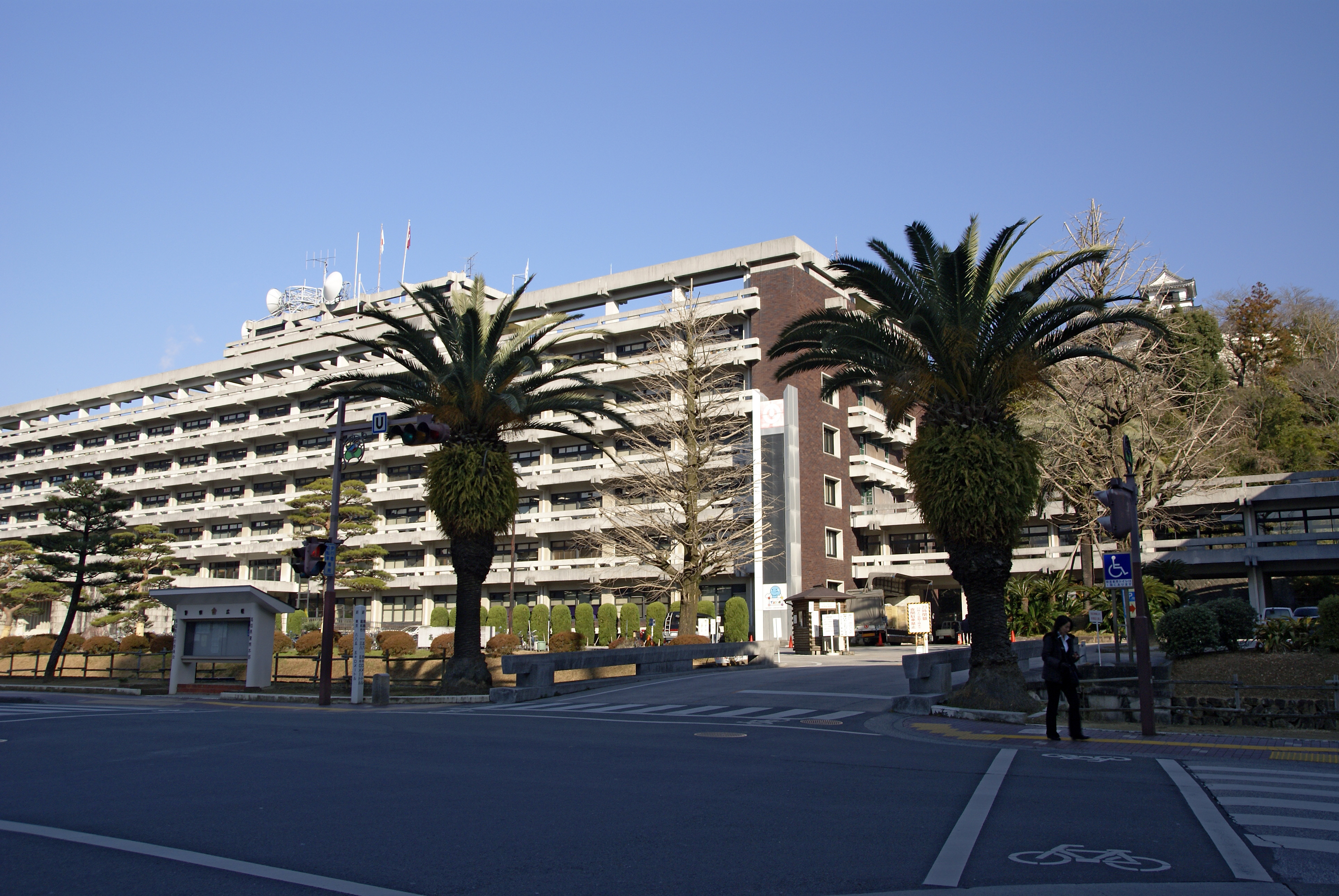
Der Sitz von Präfekturverwaltung und -parlament.

Zum Nachfolger von Masanao Ozaki als Gouverneur von Kōchi wurde am 24. November 2019 der von Ozaki, LDP und Kōmeitō unterstützte ehemalige Sōmushō-Beamte und Vizegouverneur von Osaka Seiji Hamada gewählt. Bei der Gouverneurswahl 2023 wurde Hamada mit über 80 % der Stimmen gegen zwei Kandidaten, darunter ein KPJ-unterstützter ex-Präfekturparlamentsabgeordneter, für eine zweite Amtszeit wiedergewählt. Die Wahlbeteiligung sank auf ein neues Rekordtief von 42,47 %.
Das Parlament hat seit 2015 regulär 37 Mitglieder aus 16 Wahlkreisen. Der Wahlkreis Stadt Kōchi wählt 15 Abgeordnete, alle anderen sind Ein- oder Zweimandatswahlkreise. Bei den einheitlichen Regionalwahlen im April 2023 blieb die Liberaldemokratische Partei (LDP) mit 19 Sitzen klar stärkste Kraft.
Kōchi wählt zwei Mitglieder direkt ins Abgeordnetenhaus, das Unterhaus des nationalen Parlaments. Nach der Wahl 2024 vertritt Gen Nakatani (LDP, 12. Wahl) unverändert den Wahlkreis Kōchi 1 im Osten inklusive der Präfekturhauptstadt, den Wahlkreis 2 mit dem größeren Westteil Ex-Gouverneur Masanao Ozaki (LDP, 2. Wahl). Im Rätehaus, dem Oberhaus des Nationalparlaments, ist Kōchi nicht mehr eigenständig vertreten und bildet seit 2016 mit dem benachbarten Tokushima den gemeinsamen Einmandatswahlkreis Tokushima-Kōchi; aber die LDP nutzt das neue System von optional ungewählten Listenplätzen bei der Verhältniswahl zum Oberhaus dazu, den von den Wahlkreisvereinigungen betroffenen LDP-Präfekturverbänden sichere Sitze zu geben: Bei der Wahl 2019 erhielt Kōjirō Takano aus Kōchi die (erfolgreiche) Mehrheitswahlkandidatur Tokushima-Kōchi, und Tōru Miki aus Tokushima bei der Verhältniswahl den gesetzten LDP-Listenplatz 1. 2022 kandidierte Daisuke Kajihara aus Kōchi auf dem gesetzten LDP-Listenplatz 2 bei der Verhältniswahl, die (erfolgreiche) Mehrheitswahlkandidatur Tokushima-Kōchi behielt Yūsuke Nakanishi aus der LDP Tokushima. Kōjirō Takano trat 2023 zurück, nachdem er seinen Sekretär geschlagen hatte, die resultierende Nachwahl im Oktober 2023 gewann ohne Parteinominierung für die Opposition Hajime Hirota, vor der Wahlkreisvereinigung von 2004 bis 2016 Rätehausabgeordneter für Kōchi.

## Größte Orte
| Census-Jahr | Einwohner | Einwohner | Einwohner | Einwohner |
| Census-Jahr | 2015      | 2010      | 2005      | 2000      |
| ----------- | --------- | --------- | --------- | --------- |
| Kōchi       | 337.190   | 343.393   | 337.190   | 330.654   |
| Nankoku     | 47.982    | 49.472    | 47.982    | 49.965    |
| Shimanto    | 34.313    | 35.933    | 34.313    | ——        |
| Konan       | 32.961    | 33.830    | 32.961    | ——        |
| Kami        | 27.513    | 28.766    | 27.513    | ——        |
| Tosa        | 27.038    | 28.686    | 27.038    | 30.338    |
| Susaki      | 22.606    | 24.698    | 22.606    | 27.569    |
| Sukumo      | 20.907    | 22.610    | 20.907    | 25.970    |
| Aki         | 17.577    | 19.547    | 17.577    | 21.321    |
| Tosashimizu | 13.778    | 16.029    | 13.778    | 18.512    |
| Muroto      | 13.524    | 15.210    | 13.524    | 19.472    |
| Nakamura    | ——        | ——        | ——        | 34.968    |

Am 10. April 2005 fusionieren die Stadt Nakamura und eine Gemeinde zur neuen Stadt Shimanto.

Am 1. März 2006 werden die Städte Konan (aus 5 Gemeinden) und Kami (aus 3 Gemeinden) durch Fusion neugebildet.

## Bevölkerungsentwicklung der Präfektur
| Census- Jahr | Gesamt- Bevölkerung | männliche Bevölkerung | weibliche Bevölkerung | Geschlechter- verhältnis Männer auf 1000 Frauen | Fläche in km2 | Bevölkerungs- dichte Einw. je km2 |
| ------------ | ------------------- | --------------------- | --------------------- | ----------------------------------------------- | ------------- | --------------------------------- |
| 1920         | 670.895             | 332.087               | 338.808               | 980                                             | 7088,01       | 94,7                              |
| 1925         | 687.478             | 341.687               | 345.791               | 988                                             | 7088,01       | 97,0                              |
| 1930         | 718.152             | 357.166               | 360.986               | 989                                             | 7103,62       | 101,1                             |
| 1935         | 714.980             | 355.225               | 359.755               | 987                                             | 7103,62       | 100,7                             |
| 1940         | 709.286             | 348.907               | 360.379               | 968                                             | 7103,62       | 99,9                              |
| 1945         | 775.578             | 357.940               | 417.638               | 857                                             | 7103,62       | 109,2                             |
| 1950         | 873.874             | 425.968               | 447.906               | 951                                             | 7104,93       | 123,0                             |
| 1955         | 882.683             | 429.175               | 453.508               | 946                                             | 7104,24       | 124,3                             |
| 1960         | 854.595             | 411.162               | 443.433               | 927                                             | 7104,24       | 120,3                             |
| 1965         | 812.714             | 386.725               | 425.989               | 908                                             | 7105,22       | 114,4                             |
| 1970         | 786.882             | 372.014               | 414.868               | 897                                             | 7105,91       | 110,7                             |
| 1975         | 808.397             | 383.538               | 424.859               | 903                                             | 7106,6        | 113,8                             |
| 1980         | 831.275             | 396.418               | 434.857               | 912                                             | 7106,82       | 117,0                             |
| 1985         | 839.784             | 398.408               | 441.376               | 903                                             | 7107,13       | 118,2                             |
| 1990         | 825.034             | 389.063               | 435.971               | 892                                             | 7103,95       | 116,1                             |
| 1995         | 816.704             | 384.446               | 432.258               | 889                                             | 7104,13       | 115,0                             |
| 2000         | 813.949             | 383.859               | 430.090               | 893                                             | 7104,66       | 114,6                             |
| 2005         | 796.292             | 374.435               | 421.857               | 888                                             | 7105,01       | 112,1                             |
| 2010         | 764.456             | 359.134               | 405.322               | 886                                             | 7105,16       | 107,6                             |
| 2015         | 728.276             | 342.672               | 385.604               | 889                                             | 7103,93       | 102,5                             |